# فيديريكو خينو
فيديريكو خينو (بالإسبانية: Federico Gino)‏ (26 فبراير 1993 في الأوروغواي - ) هو لاعب كرة قدم أوروغواني في مركز الوسط. شارك مع منتخب الأوروغواي تحت 20 سنة لكرة القدم. أما مع النوادي، فقد لعب مع ديفينسور سبورتينغ ونادي كاربي ونادي كروزيرو.

## وصلات خارجية
- فيديريكو خينو على موقع الاتحاد الدولي (مؤرشف)  (الإنجليزية)
- فيديريكو خينو على موقع إي إس بي إن إف سي (الإنجليزية)
- فيديريكو خينو على موقع قاعدة بيانات كرة القدم.إي يو (الإنجليزية)
- فيديريكو خينو على موقع Soccerway.com (الإنجليزية)
- فيديريكو خينو على موقع AS.com (الإسبانية)